# (73139) 2002 GM84
(73139) 2002 GM84 – planetoida z pasa głównego asteroid okrążająca Słońce w ciągu 4,11 lat w średniej odległości 2,56 j.a. Odkryta 10 kwietnia 2002 roku.